# Pap (hivatás)

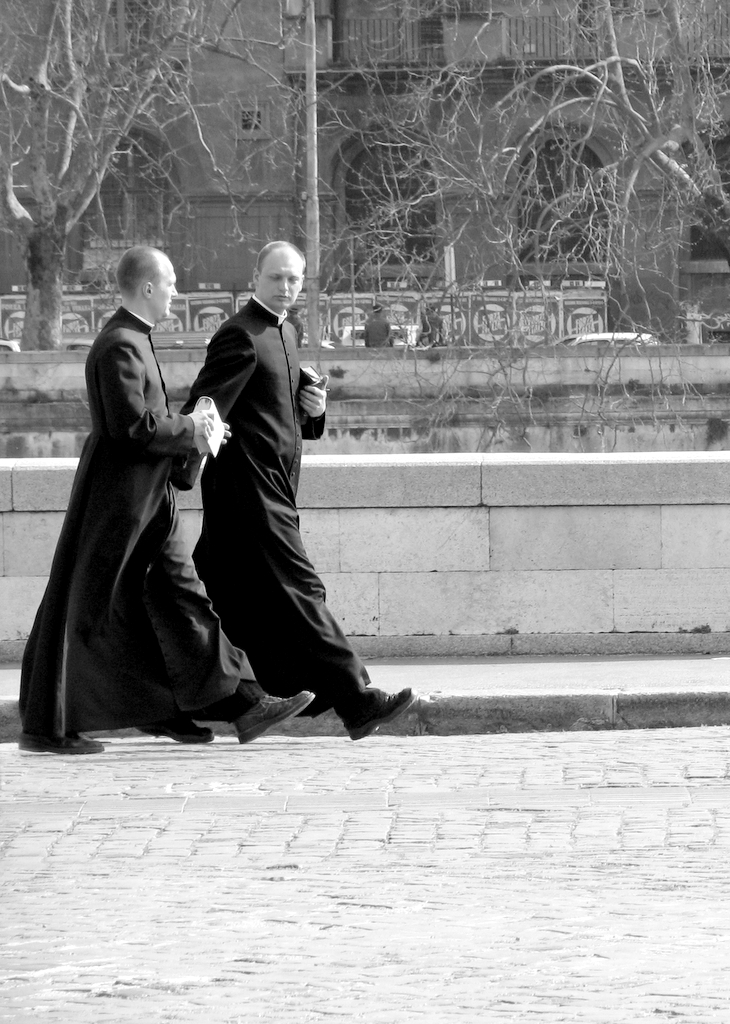
Katolikus papok Rómában

A pap (latinul sacerdos, görögül presbyter), olyan vallási vezető, aki fel van hatalmazva egy vallás szent rituáléinak elvégzésére, különös tekintettel közvetítő szerepére az emberek és Isten vagy istenségek között.
Bizonyos keresztény egyházakban szűkebb értelemben egy felszentelt személy, tágabb értelemben az istentisztelet és vallási szertartások végzésére felhatalmazott egyén. A római katolikus, az ortodox és anglikán egyházakban a pap olyan személy, aki sajátosan egy plébánia vezetésével van megbízva. (Ebből kivételt képeznek a káplánok és egyes szerzetes papok.)
Maga a keresztény papi hivatal az őskeresztények presbiteri tisztségből ered. Az áldozatbemutatás síkján folytonosságban áll az ókori zsidó papi tisztséggel, és eszméjében csak fokozatosan nyert teret a szolgálat.
Papnak lenni nem szakma, nem meló, hanem hivatás.

## A szó eredete
A pap név a magyar nyelvben a görög papasz, papa – apa, atya szóból származik. Próbálták a szlávból is eredeztetni, ennek azonban számos ellentmondása van.

## Története
Ősidőkben a család- vagy törzsfő volt egyszersmind a pap is, később ezt a hivatalt a királysággal kötötték egybe. Athénben és a Római Birodalomban, sőt másutt is a legfőbb pap királyi címet viselt, míg ellenben a Kelet despotikus államaiban a papi méltóságot csakhamar különválasztották az uralkodóétól, s ott részint a választás vagy hivatás, részint az örökösödéssel járó magasabb műveltség és bölcsesség egy kiváltságos, elzárkózott papi kaszt kialakulására vezetett. Egy az egyiptomiaknál, görögöknél és rómaiaknál a papok mint kormánytanácsosok, nagy befolyással voltak az államügyekre is. Eredeti hivatásuk az volt, hogy titkos jelekből (orákulumok, madarak röpte, béljóslás) az istenek akaratát kifürkésszék, s a nemzeti vallásos szertartásokat (áldozatokat, imákat, körmeneteket) vezessék. 

### A zsidó vallásban
Mint másutt, úgy a zsidóknál is a papoktól származott a vallásos törvényhozás, mely jobbára csak az áldozati szertartásokkal, az ünnepekkel, az evési és tisztálkodási szabályokkal foglalkozott, s ezekkel kezükbe adta a nép politikai és vallási vezetését mindaddig, míg ezt az írástudók magukhoz nem ragadták. A zsidó papság csak később fejlődött önálló kaszttá, amelynek élén a főpap állt, s a templomi szolgákat, meg az áldozati szertartások teljesítését 24 papi osztály végezte, melyek mindegyikének megvolt a maga elöljárója, s mindegyik egy hétig állt szolgálatban. Jövedelmüket a tizedekből s áldozati zsengékből kapták; ruházatuk fehér kabát, tarkán hímzett öv és fehér turbán, vagy bisszus-fejszalagok voltak. Sokféle papi munka létezett.

## Kereszténység

### Katolikus egyház
A katolikus egyházban a pap az egyházi rend, más néven klérus papi szolgálatra felszentelt tagja. Az egyházi rend (papság) szentsége azt fejezi ki, hogy a pap egy Istennek szentelt lélek. A papszentelés által hasonlóvá lett az „Örök Főpaphoz” – Jézus Krisztushoz – és részt kapott hatalmából.
A katolikus tanítás alapján egyedül a papnak van hatalma:
- szentmisét bemutatni,[6][7]
- a bűnöket megbocsátani,[8]
- szentelni
- és áldást osztani.

Vagyis a pap több, mint „elöljáró” az egyházi ünnepeken. Az ezt érő protestáns kritikákat (a „hívek papsága” vagyis minden hívő egyben pap is ) elsőként a tridenti zsinat ítélte el.
A pap legfontosabb feladata a szentmise bemutatása. Pappá szentelni csak férfiakat lehet. A Vatikán a 20. században ettől az elvtől egyetlen kivételes esetben, Csehszlovákiában tért el a gyakorlatban, az 1970-es években, a hitélet gyakorlásának illegális körülményei között.
Azon papokat, akik nem egy szerzetesi közösség tagjai, világi papoknak is nevezik.

### Ortodox egyházak
Az ortodox pap jogköre és hatalma hasonló a katolikuséhoz, különbség, hogy az ortodox pap lehet házasember, jelentős megkötésekkel.

### Protestáns egyházak
A protestáns egyházakban hasonló szerepek betöltő személyeket lelkipásztornak, pásztornak, prédikátornak vagy lelkésznek nevezik.

## Egyéb vallások
Olykor a kereszténységen kívül más mai vallások hivatalviselőit is papoknak nevezik: 
- az iszlám mullákat,
- a szikh granthíkat (wd) és mahantokat (wd),
- a hindu hótrikat és bráhmanákat,
- a taoista tao-sí-kat (daoshí) (wd),
- a zoroasztriánus mágusokat,
- a boszorkányok és más újpogány vallások szövetségeinek vezetőit stb.

A papnak kinevezett személy feladatkörei, kötelezettségei nagy mértékben eltérnek az egyes vallások között.